# Balongwono
Balongwono is een bestuurslaag in het regentschap Mojokerto van de provincie Oost-Java, Indonesië. Balongwono telt 2884 inwoners (volkstelling 2010).